# 5716 (année hébraïque)
5716 (hébreu : ה'תשט"ז , abbr. : תשט"ז) est une année hébraïque qui a commencé à la veille au soir du 17 septembre 1955 et s'est finie le 5 septembre 1956. Cette année a compté 355 jours. Ce fut une année simple dans le cycle métonique, avec un seul mois de Adar. Ce fut la quatrième année depuis la dernière année de chemitta.
En l'an 5716, l'État d'Israël a fêté ses 8 ans d'indépendance.

## Calendrier
Ce calendrier hébraïque de l'année 5716 donne les correspondances avec les dates du calendrier grégorien.
Le premier nombre dans chaque case correspond au jour du mois hébraïque. Les jours en couleurs sont des jours remarquables juifs ou israéliens.
| ◄◄ | 5716 | ►► |

## Événements
- L’armée israélienne attaque les positions égyptiennes dans la région d’el-Auja, s’assurant le contrôle d’une des principales voies d’accès vers le Sinaï.
- En Israël, David Ben Gourion redevient Premier ministre.
- Un raid israélien contre des villages syriens fait 56 morts et 30 disparus.

## Naissances
- Zehava Gal-On
- Lev Leviev

## Décès
- Xavier Tartakover
- Julius Eisenstein

5711 - 5712 - 5713 - 5714 - 5715 - 5716 - 5717 - 5718 - 5719 - 5720 - 5721